# Choiseul (dystrykt)

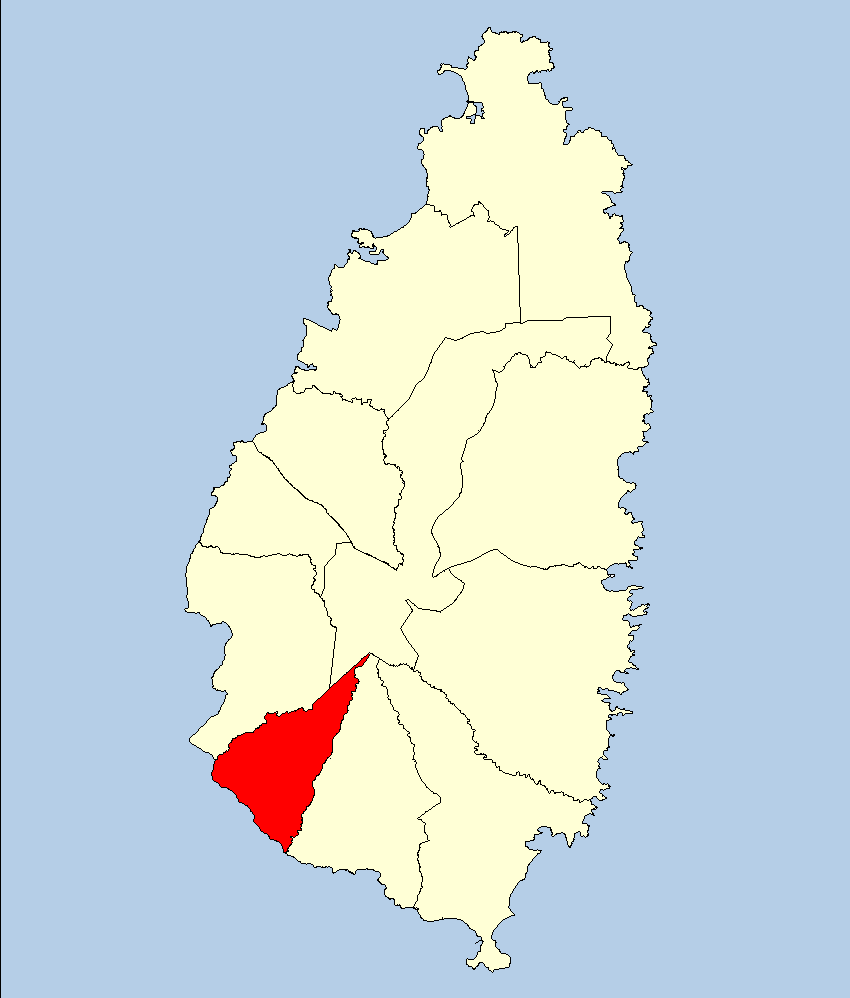
Dystrykt Choiseul

Choiseul – jeden z 11 dystryktów w Saint Lucia, zajmuje powierzchnię 31 km². Liczba ludności to 6371, a gęstość zaludnienia wynosi 205,5 osób/km². Stolicą dystryktu jest Choiseul.